# Mantra Gajatri
Mantra Gajatri (IAST Gāyatrī Mantra, dewanagari गायत्री मंत्र) – hinduistyczna mantra będąca wersetem z Rygwedy (3.62.10). 

## Tekst
Zapis w Dewanagari:
ॐ भूर्भुवः स्वः ।

तत् सवितुर्वरेण्यं ।

भर्गो देवस्य धीमहि ।

धियो यो नः प्रचोदयात् ॥

Transliteracja w IAST:
oṃ bhūr bhuvaḥ svaḥ

tat savitur vareṇyaṃ

bhargo devasya dhīmahi

dhiyo yo naḥ pracodayāt

Stanowi ona modlitwę do Sawitara (postaci Boga opiekującej się Słońcem), akcentujące medytację nad jego doskonałym światłem z prośbą o oświecenie intelektu. Istnieje wiele dobrych przekładów znaczenia, które się uzupełniają lub zawierają dodatkowe objasnienia. Jeden z typowych przekładów to:
„Oto Światłość ogarniamy (przenikamy); Cali światłością niebios przeniknięci; Światłem wszystko umacniamy!”

## Wierzenia
Mantra Gajatrī jest uważana za jedną z najświętszych mantr, czyli różańcowych modlitw hinduizmu. Hinduiści wierzą, że ma moc niweczenia karmy. Jest to praktyka codzienna wszystkich uczniów bramińskich w Indiach, recytowana trzy razy dziennie (sandhya) po 108 razy z użyciem mali (różańca). 
Nazwa Gāyatrī ma podwójne znaczenie, raz jest to miara rytmu mająca 24 sylaby (tutaj 16 plus 8), nie licząc początku przed sylabą Tat, który jest dodatkiem. Dwa, Gāyatrī to Bogini Matka Ziemia, od którego to imienia zresztą pochodzi greckie słowo „Gaia”. Bogini Gāyatrī żywi się promieniami wszystkoożywiającego aspektu słonecznego Boga, zwanego Sawitar. Jest też częścią Bogini Słońca Sawitri, czyli umiłowaną przez solarne Bóstwo. W potocznym rozumieniu jest to zasadnicza dla tradycji hinduistycznych modlitwa o światło, zrozumienie i wyzwolenie. Hinduscy guru (mistrzowie) uważają wręcz, że ktoś kto nie praktykuje Gāyatrī Mantry nie może być wyzwolony. Nie jest to pogląd odosobniony, a doktrynalne spory z buddystami dotyczą także konieczności praktykowania tej mantry dla wyzwolenia. Nawiązując do miary rytmu 24 sylab, zasada ta może dotyczyć praktykowania wszystkich mantr Rygwedy o takim metrum.